# Aleksandr Puszkin
Aleksandr Siergiejewicz Puszkin (ros. Александр Сергеевич Пушкин; ur. 26 maja?/6 czerwca 1799 w Moskwie, zm. 29 stycznia?/10 lutego 1837 w Petersburgu) – rosyjski pisarz i obok Michaiła Lermontowa główny przedstawiciel romantyzmu rosyjskiego. Klasyk literatury rosyjskiej i światowej, reformator rosyjskiego języka literackiego. Kamerjunkier (młodszy szambelan) cesarza Mikołaja I Romanowa.

## Życiorys
Na jego rozwój miały wpływ postacie dwóch przodków: jego stryja Wasilija Lwowicza Puszkina (1770–1830) i pradziadka, czarnoskórego Abisyńczyka Abrama Hannibala, który trafił do Rosji jako niewolnik, ale dzięki mądrości i odwadze stał się ulubieńcem cara Piotra I i otrzymał szlachectwo. Trzecią osobą, która wywarła na niego wpływ, była niania Arina Rodionowna Jakowlewa, dzięki której poznał kulturę i problemy chłopów pańszczyźnianych.
Początkowo kształcili go francuscy guwernerzy. Od 1811 przebywał w elitarnym Liceum w Carskim Siole (obecnie Carskie Sioło przemianowano na Puszkin) w pobliżu Petersburga. Jego debiutanckie, pisane w liceum, utwory to dydaktyczno-satyryczne listy poetyckie, ody i elegie utrzymane w stylu klasycystycznym i preromantycznym.
Po ukończeniu liceum (1817) mieszkał w Petersburgu, gdzie przyłączył się do grupy Arzamas, propagującej włączenie do poezji języka potocznego i nowych gatunków, a także do kółka literackiego „Zielona lampa” związanego z dekabrystami.
Oburzony despotycznymi rządami Aleksandra I i później Mikołaja I, pisze wiersze będące krytyką carskiej tyranii i absolutyzmu: odę Wolność (napis. 1817, wyd. 1856. Вольность), wyszydzające Aleksandra I Bajki Noël (1818), wiersz Do Czaadajewa (К Чаадаеву, 1818) i prochłopską elegię Wieś (Деревня, 1819). Utwory te krążyły początkowo tylko w odpisach i zostały wydane dopiero w latach pięćdziesiątych XIX wieku. Po opublikowaniu wierszy do ich autora entuzjastyczny list wysłał Czaadajew. Antycarska działalność literacka spowodowała zsyłkę poety na południe Rosji. 
Przed wyjazdem z Petersburga Puszkin zdążył jeszcze ogłosić w (1820) swój pierwszy poemat Rusłan i Ludmiła (Руслан и Людмила, 1820), który zwrócił powszechną uwagę. Był to początek fascynacji bajronizmem, wprowadzonym przez Puszkina do literatury rosyjskiej. Kolejne utwory powstające na zsyłce: Jeniec kaukaski (1822), Fontanna Bachczyseraju (Бахчисарайский фонтан, 1823), Cyganie (Цыганы, 1824) utrzymane są w tym stylu.
Na zesłaniu Puszkin przebywał najpierw w Kiszyniowie, potem w Odessie, na Kaukazie i na Krymie. W tym czasie rozpoczął pracę nad poematem Eugeniusz Oniegin (Евгений Онегин), pisząc w latach 1823–1824 trzy pierwsze rozdziały. Napisał tam też słynne liryki takie jak: Sztylet (napis. 1821, wyd. 1856) i Więzień (nap. 1822, wyd. 1832).
Jesienią 1824 kara została złagodzona, zsyłkę na południe Rosji zamieniono na odosobnienie w majątku jego matki (będącym jednocześnie domem rodzinnym poety) we wsi Michajłowskoje koło Pskowa. Tu powstała tragedia romantyczna Borys Godunow, będąca ilustracją walk o tron moskiewski na przełomie XVI/XVII wieku. Po stłumieniu powstania dekabrystów Puszkin został wezwany przez cara Mikołaja I do Moskwy. Ciężko przeżywał klęskę powstania dekabrystów, pod wpływem tych przeżyć powstały wiersze W głębinie syberyjskich rud (1827) i Arion (1827). W 1827 poeta, pod wpływem twórczości Waltera Scotta, napisał swój pierwszy, niedokończony utwór prozatorski: powieść historyczną Murzyn Piotra Wielkiego (nap. 1827, wyd. 1837), Piotrowi I poświęcony był też poemat historyczny Połtawa (1829).
Uwolniony został przez cesarza od zwykłej cenzury, odtąd cesarz sam cenzurował jego utwory, przesyłane przez Puszkina do III. Oddziału Kancelarii Osobistej Jego Cesarskiej Mości lub wprost do władcy.
W 1831, mieszkając w Bołdino pod Moskwą, ukończył poemat dygresyjny Eugeniusz Oniegin (wyd. fragmentarycznie w latach 1824–1831, całość 1833). Dzieło pokazuje obraz życia rosyjskiej szlachty na wsi i w mieście w pierwszej połowie XIX wieku. Tytułowy bohater, jak przystało na bohatera romantycznego, jest pełen pesymizmu, miotają nim wewnętrzne sprzeczności i z bólem uświadamia sobie bezsens życia.
Oprócz Eugeniusza Oniegina napisał w tym czasie składające się z pięciu nowel Opowieści świętej pamięci Iwana Piotrowicza Biełkina oraz cykl tak zwanych małych tragedii: Skąpy rycerz, Mozart i Salieri, Gość kamienny i Uczta podczas dżumy. Powstały też bajki dla dzieci, między innymi znana na całym świecie wersja wydanej 15 lat wcześniej przez braci Grimm Bajki o rybaku i złotej rybce, Bajka o carze Sałtanie, Bajka o Popie i jego parobku Jełopie, Pan młody.

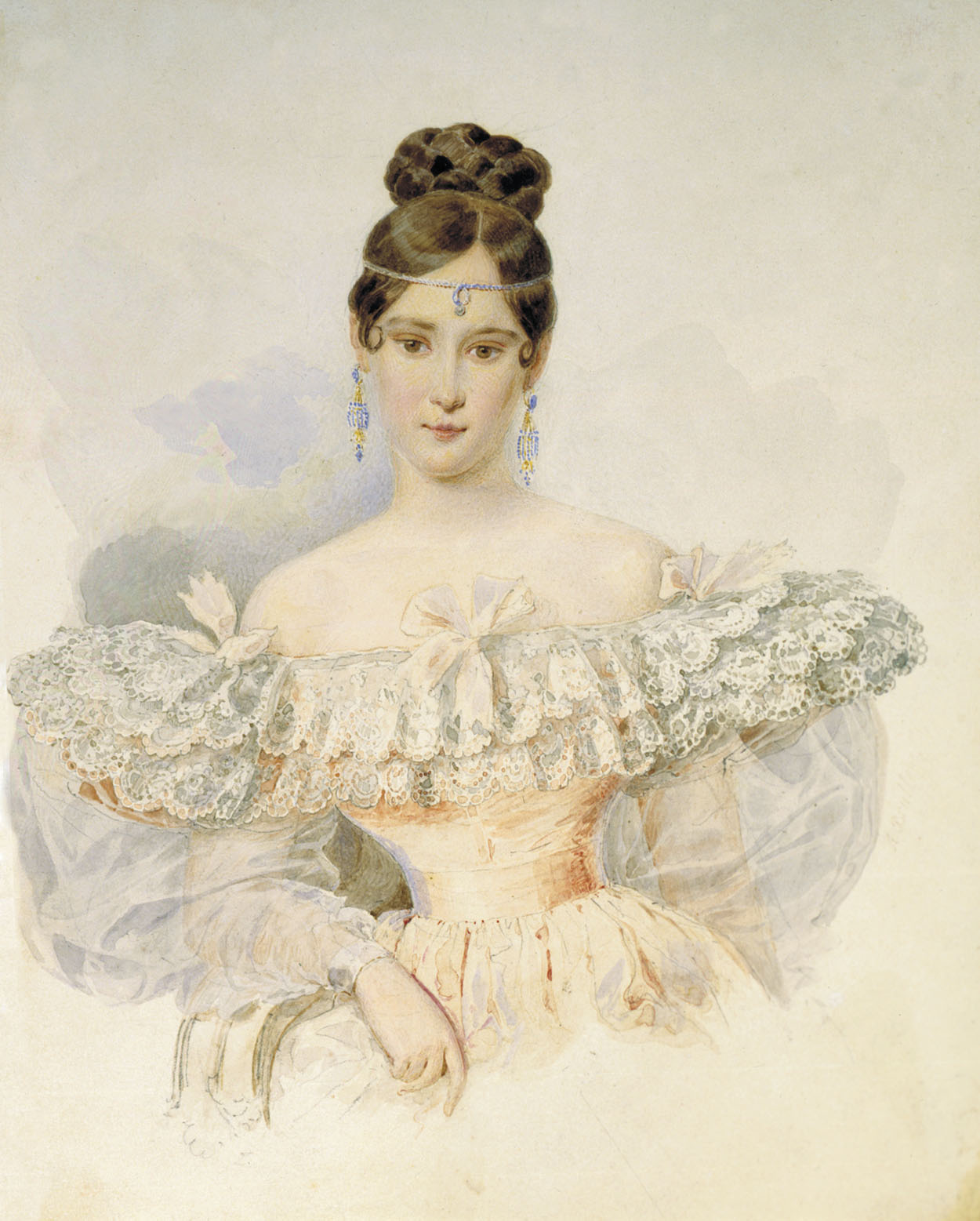
Natalia Gonczarowa

W lutym 1831 Puszkin ożenił się z Natalią Nikołajewną Gonczarową w moskiewskiej cerkwi Wielkie Wniebowstąpienie, po czym przeprowadził się do Petersburga, wciąż pod specjalnym nadzorem policyjnym. Tam powstały wiersze Oszczercom Rosji (powstały dla uczczenia wzięcia Warszawy przez Rosjan) i Rocznica Borodina, związane z powstaniem listopadowym w Polsce i rewolucją we Francji. Wiersze te wywołały liczne sprzeciwy, między innymi polemizował z ich wymową Adam Mickiewicz w swym wierszu Do przyjaciół Moskali.
Wkrótce powstała powieść Dubrowski (1832–1833), nowela Dama pikowa (1834), a także powieść historyczna o buncie J. I. Pugaczowa Córka kapitana (1833–1836), będąca największym z prozatorskich utworów Puszkina.
W ostatnim okresie życia zwrócił się ku historii, powstała obszerna Historia Pugaczowa (1834) i poemat historiozoficzny Jeździec miedziany (nap. 1833, wyd. 1837), zainspirowany przez Ustęp III części Dziadów Adama Mickiewicza.
W 1836 Puszkin uzyskał zgodę na wydawanie pisma literacko-społecznego „Sowriemiennik”, które prowadził aż do śmierci.

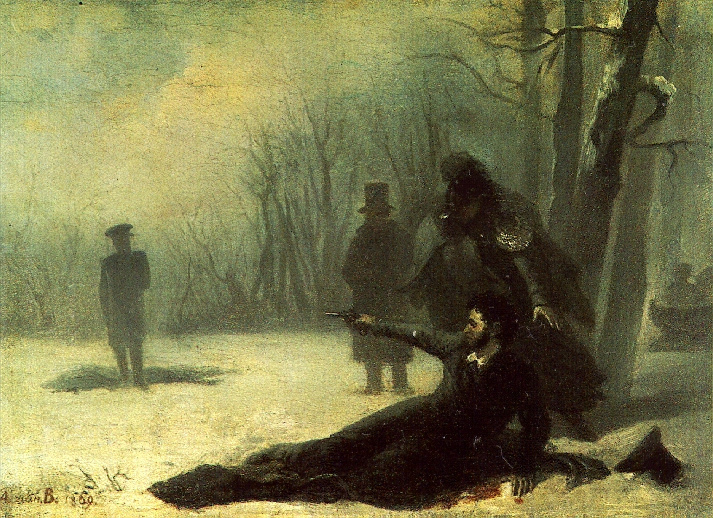
Pojedynek Aleksandra Puszkina z Georges-Charles de Heeckeren d’Anthèsem, Adrian Wołkow, 1860

Rok później, w 1837, na skutek intrygi dworskiej, zmuszony był, w obronie honoru żony, pojedynkować się z francuskim emigrantem Georgesem d’Anthès. Ciężko ranny, zmarł dwa dni później, pogrzeb odbył się bez rozgłosu na cmentarzu przyklasztornym w guberni pskowskiej. O intrygę oskarżony został Iwan Gagarin.
Prawnuczką Aleksandra Puszkina była Anastazja Michajłowna de Torby.

## Stosunek Puszkina do Polski i Polaków
Po stłumieniu powstania dekabrystów Puszkin został wezwany przez cara Mikołaja I do Moskwy, gdzie poznał Adama Mickiewicza i przetłumaczył kilka jego wierszy m.in. Trzech Budrysów.
W 1830, po wybuchu powstania listopadowego, domagał się jak najszybszego stłumienia powstania przez armię rosyjską. W 1831 roku wyrażał potrzebę jak najszybszego stłumienia polskiego buntu: Należy ich zdusić, powolność nasza jest męcząca. Dla nas bunt Polski to sprawa domowa, prastara, dziedziczna rozterka. W sierpniu 1831 roku napisał przesiąknięty szowinizmem wiersz Oszczercom Rosji, we wrześniu po upadku Warszawy Rocznica Borodina.
Utwór był skierowany do francuskich parlamentarzystów oraz dziennikarzy i odnosił się do brutalnego stłumienia powstania listopadowego przez wojska rosyjskie. W listopadzie 2022 roku recytował go rosyjski minister spraw zagranicznych.

## Tłumaczenia dzieł Puszkina na język polski
Twórczość Puszkina była wielokrotnie tłumaczona na język polski, między innymi tłumaczyli: Adam Mickiewicz, Julian Tuwim, Jan Brzechwa, Mieczysław Jastrun, Adam Ważyk, Seweryn Pollak (m.in. wiersz Do *** poświęcony Annie Kern), Feliks Netz.

## Upamiętnienia
- Miejscowość Puszkin (dawniej Carskie Sioło), gdzie pobierał nauki w tamtejszym liceum dla dzieci szlachty
- Muzeum Sztuk Pięknych im. Puszkina w Moskwie będące drugą co do wielkości po Ermitażu rosyjską kolekcją sztuki
- W Olsztynie i w Przemyślu znajdują się ulice poświęcone artyście[8]

### Pomniki
Rosja

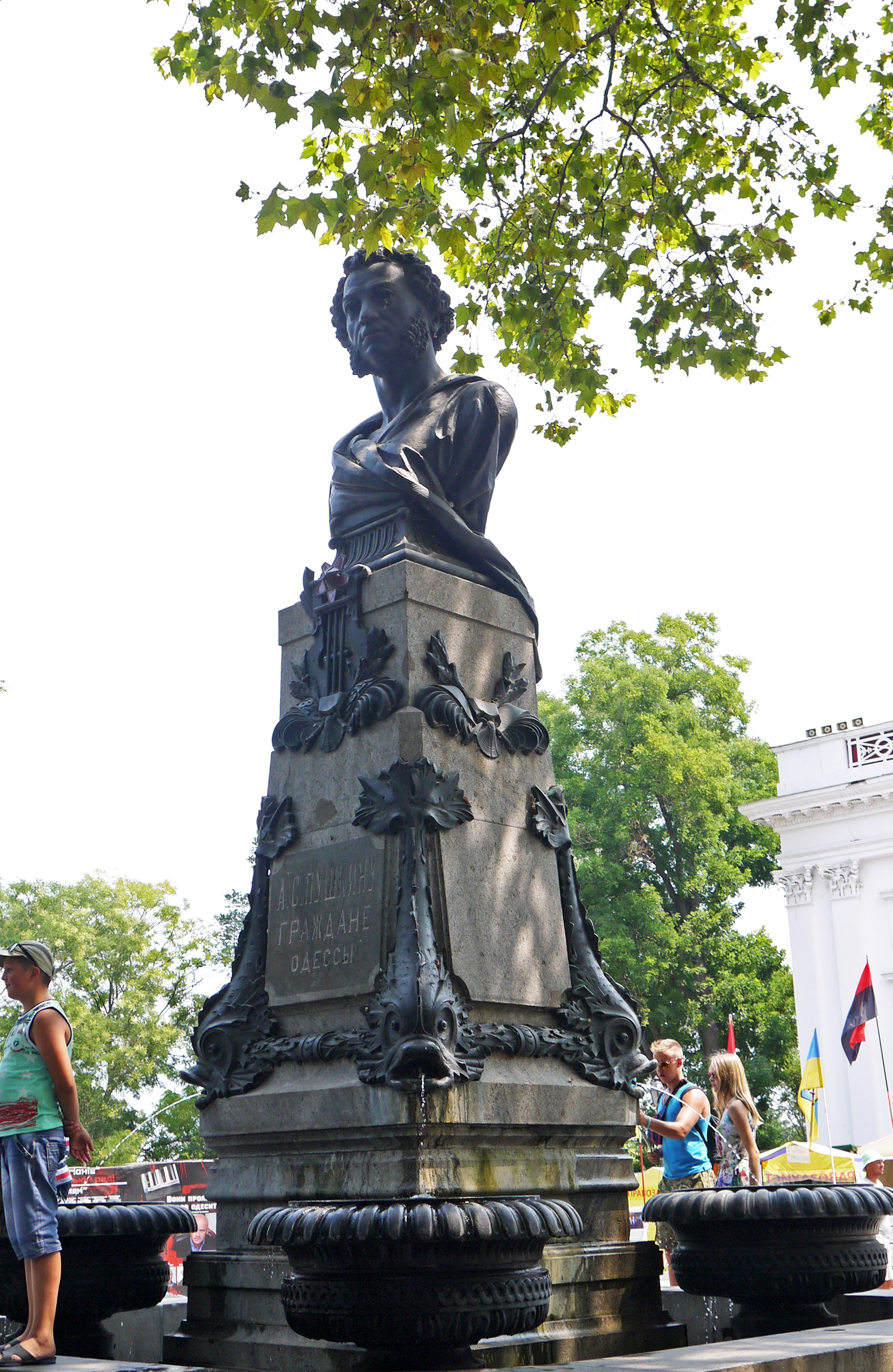
Pomnik Puszkina, Odessa, Ukraina

- Moskwa: ponad 10 pomników i popiersi m.in. Pomnik Puszkina w Moskwie
- Petersburg: kilkanaście pomników i popiersi na placach, stacjach metra, w parkach a także w pobliskim Carskim Siole (obecnie Puszkin)

Białoruś
- Pomniki w Bobrujsku, Mińsku, Mohylewie, Witebsku, Homlu i Brześciu

Ukraina
- Ponad 60 pomników w większych miastach, m.in. w Odessie, we Lwowie

Pomniki Puszkina znajdują się w prawie wszystkich stolicach krajów, a także w wielu miastach na całym świecie m.in. w Bukareszcie, Budapeszcie, Sofii, Burgas, Belgradzie, Oslo, Weimarze, Düsseldorfie, Rzymie, Brukseli, Madrycie, na Rodos, w Delfach, Szanghaju, Seulu, Baku, Biszkeku, Kairze, Aleksandrii, Delhi, Hawanie, Meksyku, Waszyngtonie, Nowym Jorku, Quebecu i w Montrealu.
W 2022 i 2023 roku pomniki Puszkina zostały zdemontowane w Dnieprze, Kijowie, Tulczynie oraz w Charkowie. Podobnie stało się również w Żytomierzu, Kramatorsku i Czerniowcach.
W 2023 roku pomnik Puszkina został usunięty z parku Kronvalda w centrum łotewskiej stolicy Rydze.

### Muzea Puszkina
Muzea poświęcone życiu i twórczości Puszkina znajdują się w Moskwie, Petersburgu, Nowogrodzie Wielkim, Kijowie, Kiszyniowie, Odessie, Gurzufie na Krymie w domu gubernatora, w którym mieszkał w 1820 roku Puszkin, w Wilnie, Torżku, Aszchabadzie, Baku oraz na Słowacji w zamku w Brodzanach.

### W literaturze
- Powieść Leonida Grossmana z 1929 r. Zapiski d’Archiaca opowiadająca historię ostatnich dni Puszkina z perspektywy sekundanta jego przeciwnika i sugerująca, że Puszkin zginął, gdyż był liberałem, źle widzianym w samodzierżawnej monarchii cesarza Mikołaja I. Po wojnie książkę wydano w Polsce pod tytułem Śmierć poety (1948, 1949).

- Jan Paweł Kapliński w utworze „Re-fleksje” porównuje stylistykę swojego pióra do Puszkina.

## Twórczość

### Dramaty
- 1825 – Borys Godunow (ros. Борис Годунов) – tragedia romantyczna osnuta na tle wydarzeń w Rosji na przełomie XVI i XVII w.
- 1830 – Małe tragedie ((ros. Маленькие трагедии)):

- Skąpy rycerz (ros. Скупой рыцарь)
- Mozart i Salieri (ros. Моцарт и Сальери)
- Gość kamienny (ros. Каменный гость)
- Uczta podczas dżumy (ros. Пир во время чумы)

### Poematy
- 1817–1820 – Rusłan i Ludmiła (ros. Руслан и Людмила) – poemat baśniowy; polskie tłumaczenie Jan Brzechwa
- Poematy południowe:
  - 1820–1821 – Jeniec Kaukazu (ros. Кавказский пленник)
  - 1821–1823 – Fontanna Bachczysaraju (ros. Бахчисарайский фонтан)
  - 1824 – Cyganie (ros. Цыганы) – polskie tłumaczenie Mirosław Dobrzański
- 1828–1829 – Połtawa (ros. Полтава)
- 1823–1832 – Eugeniusz Oniegin (ros. Евгений Онегин) – polskie tłumaczenie Adam Ważyk
- 1833 – Jeździec miedziany (ros. Медный всадник) – polskie tłumaczenie Julian Tuwim

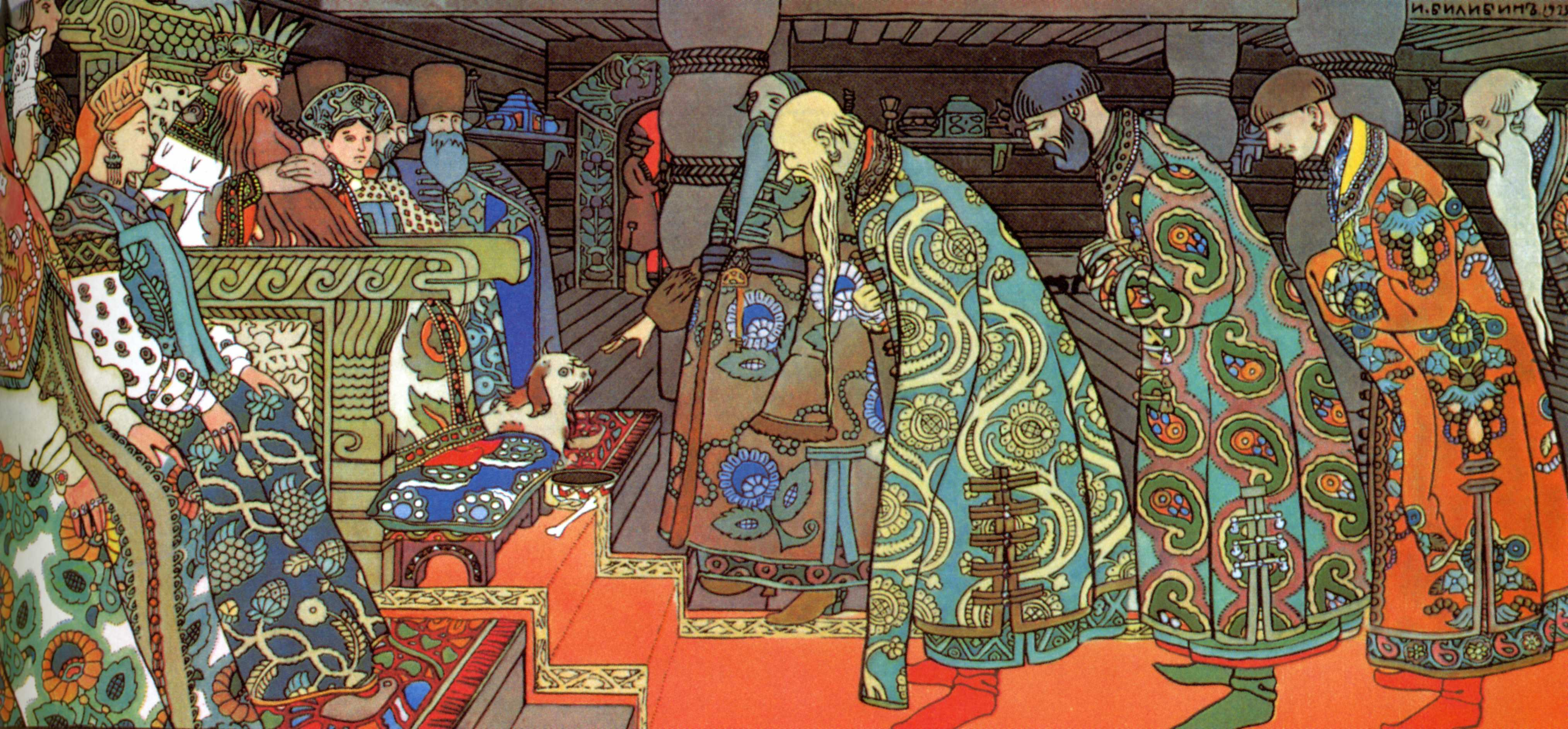
Ilustracja do Bajki o carze Sałtanie autorstwa Iwana Bilibina

### Bajki
- 1825 – Pan młody (ros. Жених) – bajka-ballada
- 1830 – Bajka o popie i jego parobku Jołopie lub Bajka o popie i jego parobku Osiłku (ros. Сказка о попе и о работнике его Балде) – polskie tłumaczenie Julian Tuwim
- 1831 – Bajka o carze Sałtanie, jego synu sławnym i potężnym bohaterze księciu Gwidonie Sałtanowiczu i o pięknej księżniczce Łabędzicy (ros. Сказка о царе Салтане, о сыне его славном и могучем богатыре князе Гвидоне Салтановиче и о прекрасной царевне лебеди) – cykl bajek inspirowana rosyjską poezją ludową; polskie tłumaczenie Jan Brzechwa z 1951 i Andrzej Lewandowski z 2010
- 1833 – Bajka o rybaku i rybce (ros. Сказка о рыбаке и рыбке) – polskie tłumaczenie Julian Tuwim
- 1833 – Bajka o śpiącej królewnie i siedmiu junakach (ros. Сказка о мёртвой царевне и о семи богатырях) – polskie tłumaczenie Wanda Grodzieńska
- 1834 – Bajka o złotym koguciku (ros. Сказка о золотом петушке) – polskie tłumaczenie Stanisław Ulicki

### Wiersze
- – Wolność (ros. Вольность) – wiersz polityczny, za który Puszkin został w 1820 zesłany na południe Rosji
- 1822 – Sztylet
- 1822 – Więzień
- Do ***
- *** (O nie, rozkoszy tej burzliwej ja nie cenię)
- Pielgrzym
- *** (...Znowu odwiedziłem)
- Pieśni o Stieńce Razinie
- W głębinie syberyjskich rud

### Proza
- 1827 – Murzyn Piotra Wielkiego (ros. Арап Петра Великого) – nieukończona powieść historyczno-biograficzna; polskie tłumaczenie Seweryn Pollak
- 1830 – Opowieści świętej pamięci Iwana Piotrowicza Biełkina (ros. Повести покойного Ивана Петровича Белкина) – cykl nowel:

- Trumniarz (Гробовщик) – polskie tłumaczenie Seweryn Pollak
- Wystrzał (Выстрел) – polskie tłumaczenie Seweryn Pollak
- Panna włościanka (Барышня крестьянка) – polskie tłumaczenie Seweryn Pollak
- Zamieć (Метель)
- Poczmistrz (Станционный смотритель)

- 1830 – Historia wsi Goriuchino (ros. История села Горюхина)
- 1832–1833 – Dubrowski (ros. Дубровский) – nieukończona powieść o buncie chłopskim
- 1834 – Dama pikowa (ros. Пиковая дама) – polskie tłumaczenie Seweryn Pollak
- 1836 – Córka kapitana (ros. Капитанская дочка) – powieść historyczna o powstaniu Pugaczowa; polskie tłumaczenie Tadeusz Stępniewski
- Kirdżali – polskie tłumaczenie Seweryn Pollak

## Polskie przekłady
- Aleksander Puszkin: Dzieła wybrane. Przełożyli: Jan Brzechwa, Leo Belmont, Stanisław Ciesielczuk, Ignacy Despot-Zenowicz, Stanisław R. Dobrowolski, Wiktor Gomulicki, Mieczysław Jastrun, Jerzy Jędrzejewicz, Leopold Lewin, Adam Mickiewicz, Antoni Edward Odyniec, Leonard Podhorski-Okołów, Seweryn Pollak, Anatol Stern, Władysław Syrokomla, Włodzimierz Słodobnik, Marian Toporowski, Julian Tuwim, Adam Ważyk. Wyd. II. T. I: Wiersze. Warszawa: PIW, 1956. (pol.). Brak numerów stron w książce
- Aleksander Puszkin: Dzieła wybrane. Przełożyli: Jan Brzechwa, Jerzy Ficowski, Wanda Grodzieńska, Mieczysław Jastrun, Seweryn Pollak, Włodzimierz Słobodnik, Anatol Stern, Stanisław Strumph-Wojtkiewicz, Julian Tuwim, Bogdan Zyranik. Wyd. II. T. II: Poematy i Baśnie. Warszawa: PIW, 1956. (pol.). Brak numerów stron w książce

Zawiera utwory: Rusłan i Ludmiła, Jeniec Kaukazu, Bracia Rozbójnicy, Fontanna Bakczysaraju, Cyganie, Graf Nulin, Połtawa, Tazyt, Domek w Kołomnie, Jeździec Miedziany, Bajka o popie i jego parobku Jołopie, Bajka o carze Sałtanie, Bajka o rybaku i rybce, Bajka o śpiącej królewnie
- Aleksander Puszkin: Dzieła wybrane. Przełożył: Adam Ważyk. Wyd. II. T. III: Eugeniusz Oniegin. Warszawa: PIW, 1956. (pol.). Brak numerów stron w książce
- Aleksander Puszkin: Dzieła wybrane. Przełożyli: Seweryn Pollak, Anatol Stern, Marian Toporowski. Wyd. II. T. IV: Utwory dramatyczne. Warszawa: PIW, 1956. (pol.). Brak numerów stron w książce

Zawiera utwory: Borys Godunow, Skąpy rycerz, Mozart i Salieri, Gość kamienny, Uczta podczas dżumy, Rusałka, Sceny z czasów rycerskich
- Aleksander Puszkin: Dzieła wybrane. Przełożyli: Seweryn Pollak, Tadeusz Stępniewski. Wyd. II. T. V: Opowieści. Warszawa: PIW, 1956. (pol.). Brak numerów stron w książce

Zawiera utwory: Murzyn Piotra Wielkiego, Romans w listach, Opowieści śp. Iwana Pietrowicza Biełkina, Historia wsi Goriuchino, Rosławlew, Dubrowski, Dama pikowa, Kirdżali, Noce egipskie, Córka kapitana